# Манышта
Манышта́ (баш. Манышты) — село в Белорецком районе Башкортостана России, относится к Инзерскому сельсовету.

## Население
| 2002 | 2009 | 2010 |
| ---- | ---- | ---- |
| 414  | ↗434 | ↘372 |

Национальный состав
Согласно переписи 2002 года, преобладающая национальность — башкиры (100 %)

## Географическое положение
Находится на правом берегу реки Инзер.
Расстояние до:
- районного центра (Белорецк): 106 км,
- центра сельсовета (Инзер): 16 км,
- ближайшей ж.-д станции (Инзер): 16 км.

## История
Название происходит от  названия реки Манышты.

## Религия
В селе есть мечеть.